# Държавно ловно стопанство „Витиня“
Държавно ловно стопанство „Витиня“, намиращо се в Западна България, е създадено през 1928 г.

## Местоположение
То е разположено в западната част на Стара планина и носи името на Витински връх. Заема Мургашкия дял от главната старопланинска верига, а седалището ѝ се намира на едноименния проход. Ловното стопанство стопанисва горите и дивеча на площ от 21 579,9 ha. Най-близкият административен център е Ботевград, разположен на около 8 km северно от границата с държавното ловно стопанство. На 4 km в същата посока е с. Врачеш, 3 km на югоизток е с. Стъргел, а в непосредствена близост до южната граница са селата Горно Камарци и Осойца.

## Дейности

### Дивечовъдство и лов
За начало на Държавно ловно стопанство „Витиня“ се смята 1928 г., когато държавната гора „Витиня“ е обявена за развъдник на сърни. Основен вид дивеч е благородният елен, следван от сърната и дивата свиня. Други видове, които обитават ловното стопанство са елен лопатар, муфлон, катерица, язовец, вълк, лисица, дива котка, дневни и нощни грабливи птици.
Има изградени две бази за интензивно развъждане и ползване на благороден елен, елен лопатар и муфлони, както и база за интензивно ползване на дива свиня, на обща площ от 550 ha. Отличните трофейни заложби привличат широк кръг от български и чуждестранни ловци, които посещават нееднократно стопанството. На територията на стопанството се намира и единственото стадо от тибетски якове в България, които също са обект на ловен туризъм.

### Рибно стопанство
През територията на ДЛС „Витиня“ преминават реките Бебреш, Еловица, Напрътка, Витинска, Орля, Бела, Косачица, Чешковица и др. В горните течения на някои от тях има пъстърва, а в долните – най-вече черна и бяла мряна. За рибите във водоемите се полагат необходимите грижи, най-вече хранене с подходящи храни, а водоемите редовно се посещават от риболовци от София и областта.

### Научни изследвания
Ловно-стопанските изследвания започват още от 1930-те години. Подем се наблюдава от 1948 г., когато в Института за гората е назначен научен сътрудник от ловното стопанство. База за научни изследвания на територията на ДЛС „Витиня“ е осигурена със създаването на Учебно-опитното ловно стопанство „Витиня“ през 1958 г. В периода 1963 – 1967 г. колектив под ръководството на проф. Методи Русков, ръководител на катедра „Ловно стопанство“ към ВЛТИ извършва системни научни проучвания. Ежегодно се провеждат и практики на студенти от специалност „Горско стопанство“.

## Туризъм
ДЛС „Витиня“ разполага с ловен дом, в който има пет самостоятелни двойни стаи, трапезария, ловен кът с камина и впечатляваща трофейна зала. Международният туристически маршрут Ком-Емине, една част от който минава през територията на стопанството е притегателно място за любителите на екстремните спортове, маршрутните преходи, планинското колоездене и екотуризма. Организираните фото-сафарита са допълнителна атракция предлагана в стопанството.